# زردپره پابلند
زردپره پابلند (نام علمی: Emberiza alcoveri) نام یک گونه از سرده زردپره‌های معمولی است.